# Figure It Out
Figure It Out is een nummer van het Britse rockduo Royal Blood uit 2014. Het is de vierde single van hun titelloze debuutalbum.
"Figure It Out" werd een bescheiden hit in het Verenigd Koninkrijk en Vlaanderen. Het nummer bereikte de 43e positie in het Verenigd Koninkrijk. In de Vlaamse Ultratop 50 bereikte het de 46e positie, waarmee het de Vlaamse doorbraak betekende voor Royal Blood. Tot nu toe is "Figure It Out" ook de enige notering voor de band in de Ultratop 50. In Nederland bereikte het nummer geen hitlijsten, maar wordt het wel veel gedraaid door zenders die zich richten op alternatieve muziek.